# Ville de Salisbury
Pour les articles homonymes, voir Salisbury.
La Ville de Salisbury (City of Salisbury) est une zone d'administration locale au nord du centre ville d'Adélaïde en Australie-Méridionale en Australie. 

## Quartiers
La ville est divisée en quartiers :
| - Bolivar - Brahma Lodge - Burton - Cavan - Direk - Dry Creek - Edinburgh - Elizabeth Vale - Globe Derby Park - Green Fields - Gulfview Heights | - Ingle Farm - Mawson Lakes - Para Hills - Para Hills West - Para Vista - Parafield - Parafield Gardens - Paralowie - Pooraka - Salisbury - Salisbury Downs | - Salisbury East - Salisbury Heights - Salisbury North - Salisbury Park - Salisbury Plain - Salisbury South - St Kilda - Valley View - Walkley Heights - Waterloo Corner |